# Stefan Borrmann
Stefan Borrmann (* 1974 in Mölln) ist seit 2009 Professor für Sozialarbeitsforschung mit internationaler Perspektive an der Fakultät Soziale Arbeit der Hochschule für angewandte Wissenschaften Landshut. Seit Oktober 2013 ist er der Dekan der Fakultät.

## Beruflicher Werdegang
Nach dem Studium der Erziehungswissenschaft, Soziologie, Psychologie und Sozialpädagogik in Berlin – Promotion an der Technischen Universität Berlin – war Stefan Borrmann 2004/2005 für einige Monate als Gastwissenschaftler an der School of Social Welfare der University of California in Berkeley. Danach unternahm er Lehrtätigkeiten zu Theorien Sozialer Arbeit und Erkenntnis- und Wissenschaftstheorien am Management Center Innsbruck (MCI), Studiengang Soziale Arbeit, sowie der Hamburger Fern-Hochschule (HFH). Von 2005 bis 2009 war er wissenschaftlicher Referent in der Institutsleitung des Deutschen Jugendinstituts (DJI). Borrmann ist seit 2009 Professor am Fachbereich Soziale Arbeit der Hochschule Landshut tätig. Seine Schwerpunkte sind International Social Work, Theorien der Sozialen Arbeit sowie Rechtsextremismus, Jugend und Jugendarbeit.

## Werke
- Theoretische Grundlagen der Sozialen Arbeit – ein Lehrbuch, Weinheim und München 2016, ISBN 978-3-7799-3080-8
- mit Engelke, Ernst; Spatscheck, Christian: Die Wissenschaft Soziale Arbeit – Werdegang und Grundlage, Freiburg i.Br. 2009, ISBN 978-3-7841-1893-2
- mit Engelke, Ernst; Spatscheck, Christian: Theorien der Sozialen Arbeit, Freiburg i.Br. 2009, ISBN 978-3-7841-1933-5
- Soziale Arbeit mit rechten Jugendcliquen, Wiesbaden 2006, ISBN 978-3-531-34823-0
- Rechte Jugendcliquen: Analysen, Erklärungen, pädagogische Handlungsmöglichkeiten, Rostock 2002, ISBN 978-3-937179-16-2